# Keao Burdine
Ruth Keao Anuenue Burdine (Long Beach, 2 gennaio 1983) è una pallavolista e giocatrice di beach volley statunitense.
Gioca nel ruolo di schiacciatrice nel Rote Raben Vilsbiburg.

## Carriera

### Pallavolo
La carriera di Keao Burdine inizia nei tornei scolastici californiani, ai quali prende parte con la La Habra High School; nel 1999 entra a far parte della nazionale statunitense Under-20, partecipando al campionato mondiale di categoria. Al termine delle scuole superiori, gioca per la University of Southern California, partecipando alla NCAA Division I dal 2001 al 2004: si aggiudica due titoli NCAA da protagonista assoluta, venendo premiata come Most Outstanding Player di entrambe le vittorie.
Nella stagione 2006 inizia la carriera professionistica, giocando nella Liga de Voleibol Superior Femenino con le Indias de Mayagüez, dove gioca anche nella stagione seguente. In seguito si reca in Turchia, prendendo parte alla Voleybol 1. Ligi col Türk Telekom nel campionato 2007-08 e col Galatasaray nel campionato seguente.
Nel 2010 va in collegiale con la nazionale statunitense, prima di firmare per la Liga de Voleibol Superior Femenino 2011 con le Lancheras de Cataño; in estate debutta in gara ufficiale con la nazionale, vincendo la medaglia di bronzo ai XVI Giochi panamericani. Nella stagione 2011-12 si reca in Russia, prendendo parte alla Superliga col Tjumen, mentre nella stagione seguente gioca nella serie cadetta col Volejbol'nyj klub Chara Morin, centrando la promozione in Superliga; nel 2012 si aggiudica con la nazionale la medaglia d'oro alla Coppa panamericana.
Dopo una stagione di inattività, torna in campo nel campionato 2014-15, difendendo i colori del Béziers, nella Ligue A francese. Nel campionato successivo approda in Finlandia, firmando per lo Hämeenlinnan Pallokerho Naiset, aggiudicandosi lo scudetto. Cambia nuovamente club già nella stagione 2016-17, quando approda in Germania, dove partecipa alla 1. Bundesliga col Rote Raben Vilsbiburg.

### Beach volley
Dal 2002, quando non è impegnata nella pallavolo indoor, gioca a beach volley a livello professionistico. Nel 2002 si classifica quinta ai mondiali under 21, giocando insieme a Chrissy Zartman. Nel 2003 e nel 2004 fa coppia rispettivamente con Natasha Nguyen e Claire Robertson. Nel 2005 cambia spesso partner, giocando con Cynthia Barboza, Chrissie Zartman e Tiffany Jestadt. Dopo aver gareggiato nel 2006 con April Ross, un anno dopo alterna tornei disputati con Brittany Hochevar ed altri con Nancy Mason. Nel 2008 continua a gareggiare con la Hochevar, per poi essere la partner di Jennifer Snyder. Dopo due tornei con Barbra Fontana, nel 2009 poi fare coppia con Angela Lewis, Jenelle Koester, Nancy Mason e Christal Morrison. Nel 2010 gioca un torneo con Janelle Ruen Allen e il resto della stagione con Jennifer Fopma. Nel 2014 torna dopo tre anni di assenza sulla sabbia, giocando insieme a Kaui Salzman.

## Palmarès

### Club
- NCAA Division I: 2

2002, 2003
- Campionato finlandese: 1

2015-16

### Nazionale (competizioni minori)
- Giochi panamericani 2011
- Coppa panamericana 2012

### Premi individuali
- 2002 - NCAA Division I: New Orleans National MOP
- 2003 - All-America Second Team
- 2003 - NCAA Division I: Lincoln Regional MVP
- 2003 - NCAA Division I: Dallas National MOP
- 2004 - All-America First Team